# Rudolf Popelka
Rudolf Popelka (německy Rudolph Popelka, 28. ledna 1868 Jihlava – 31. ledna 1930 Vídeň) byl česko-německý voják, rakousko-uherský důstojník účastnící se první světové války. V rakousko-uherské armádě sloužil po celou válku, za velení při obraně rakousko-uherského úseku západní fronty během Meuse-argonnské ofenzívy v říjnu 1918 byl oceněn nejvyšším německým vojenským vyznamenáním Pour le Mérite. Stal se tak jediným rakousko-uherským polním důstojníkem, který toto ocenění získal.

## Životopis
Narodil se v Jihlavě. Do armády vstoupil roku 1885, kdy narukoval k 81. pěšímu pluku. Roku 1890 byl po absolvování pěchotní kadetní školy v Budapešti povýšen na poručíka (lieutnant). Stal se tak profesionálním vojákem a budoval vojenskou kariéru. Sloužil jako velitel roty. Roku 1913 je uváděn s hodností majora u 101. pěšího pluku.
Na začátku první světové války byl nasazen v rakousko-uherském válečném úsilí. Roku 1915 dosáhl hodnosti Oberstleutnant. Byl nasazen na tzv. jižní frontě v boji s Italy, kde se v květnu a červnu 1916 vyznamenal zejména během rakousko-uherské ofenzívy v Jižním Tyrolsku. Následně byl převelen na východní frontě a krátce nato ruskou armádou zajat a internován v zajateckém táboře Trojkosavsk. Odtud se mu podařilo uprchnout zpět k vlastním jednotkám. Opět byl pak převelen na italskou frontu, kde se na jaře 1918 se svým plukem, součástí 1. pěchotní divize, účastnil bojů v průsmyku Tonale.
Od konce léta 1918 byl pak Popelka převelen k 5. pěchotnímu pluku, který byl spolu s několika dalšími rakousko-uherskými jednotkami jakožto podpora německé armády na západní frontě ve Francii. Jeho jednotka zde, kdomě francozské armády, čelila s ostatními také zde nasazeným americkým jednotkám. V říjnu 1918 bránil se svým plukem úsek na řece Máze poblíž obce Consenvoye. Zde se americké síly pokusily ve dnech 9. a 10. října o průlom nepřátelských linií a překročení Mázy, mj. s podporou 120 letounů. Popelka, který zastupoval zraněného velitele 5. pluku, dokázal úsek proti Američanům za ceny těžkých ztrát ubránit. Za tento akt byl 11. října 1918 oceněn nejvyšším německým vojenským vyznamenáním Pour le Mérite. Byl tak jediným rakousko-uherským velitelem nasazeným v akci, kterému se takové pocty dostalo: ostatními oceněnými bylo dále 14 vysokých velících důstojníků rakousko-uherského generálního štábu. 15. října téhož roku byl jmenován velitelem 5. pěchotního pluku, kterým zůstal až do konce války v listopadu 1918. Roku 1919 byl penzionován.
Rudolf Popelka zemřel 31. ledna 1930 ve Vídni ve věku 62 let.